# Karlheinz Nolte

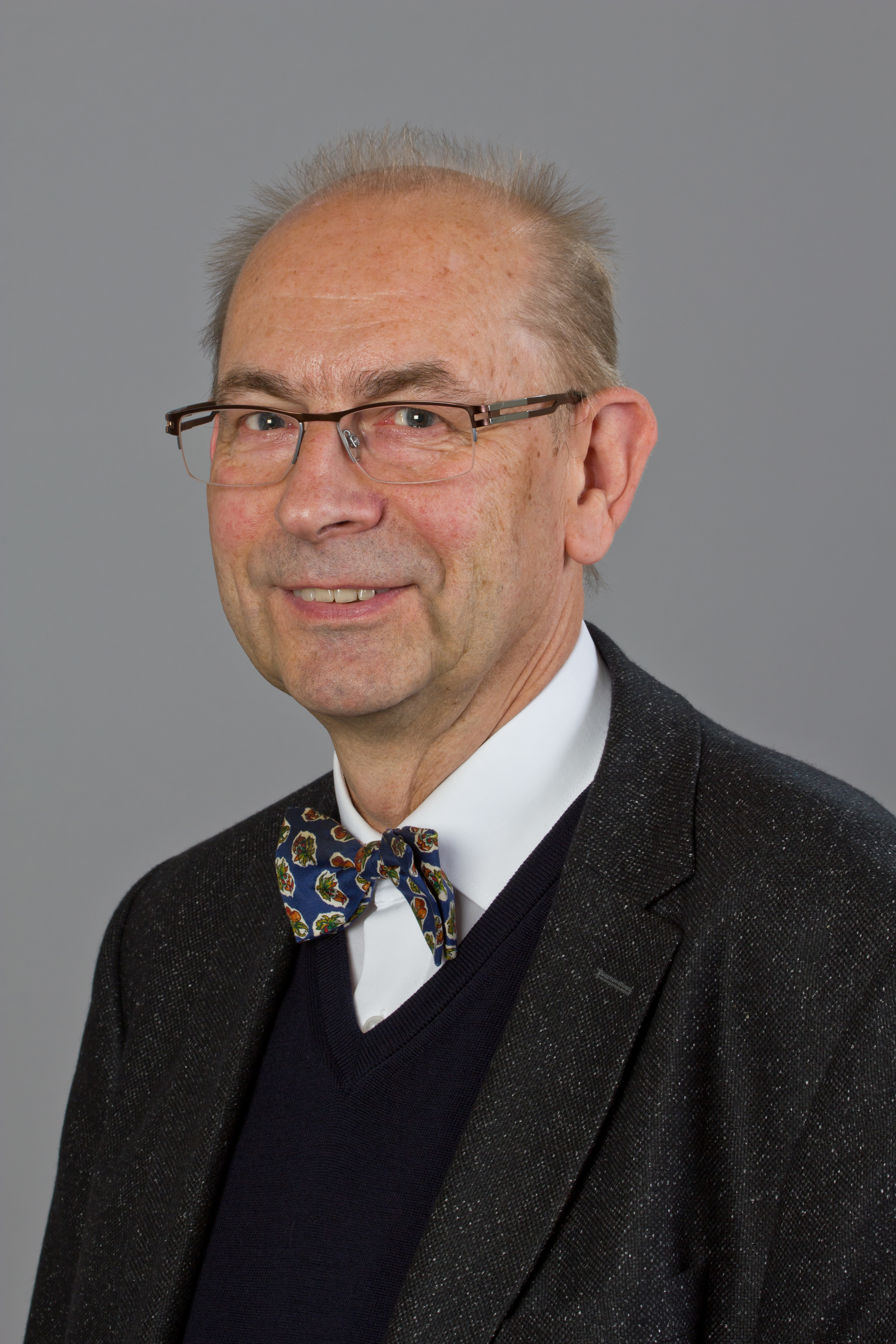
Karlheinz Nolte

Karlheinz Nolte (* 27. Februar 1949 in Berlin) ist ein deutscher Lehrer und Politiker (SPD).

## Leben und Beruf
Karlheinz Nolte studierte nach seinem Abitur ab 1968 an der Freien Universität Berlin Chemie, Mathematik und Informatik für das Lehramt. Nach der ersten und zweiten Staatsprüfung war er von 1979 bis 1982 zunächst weiter als wissenschaftlicher Mitarbeiter an der Universität beschäftigt. Anschließend war er bis 1996 im Schuldienst tätig, zuletzt als Oberstudienrat. Nolte ist seit 2001 freiberuflich tätig als Projektberater im Bereich Jugendhilfe, Schule und berufliche Bildung.

## Politik
Nolte trat 1969 in die SPD ein und bekleidete verschiedene parteiinterne Funktionen. 1984 bis 1991 war er Vorsitzender der SPD Rixdorf (Neukölln), 1992 bis 2016 Vorsitzender der SPD Johannisthal/Niederschöneweide (Treptow), 2002 bis 2005 Vorsitzender der SPD Treptow-Köpenick.
Von 1991 bis 2016 gehörte er dem Abgeordnetenhaus von Berlin an. 1991 bis 2001 war er jugend- und familienpolitischer Sprecher der SPD-Fraktion, seit 1995 Mitglied im Fraktionsvorstand, 2001 bis 2006 und 2014 bis 2016 stellvertretender Fraktionsvorsitzender, 2006 bis 2014 Vorsitzender des Arbeitskreises Haushalt und Finanzen der SPD-Fraktion.

## Mitgliedschaften
Nolte ist Vorsitzender des Kuratoriums Berlin des Internationalen Bundes (IB).
Am 25. März 2024 wurde Nolte zum stellvertretenden Vorsitzenden des Vereins Freunde und Förderer des Deutschen Technikmuseums Berlin e.V. gewählt.
Weitere Mitgliedschaften: Mitglied des Aufsichtsrates des 1. FC Union Berlin e.V.; Präsidiumsmitglied der Arbeiterwohlfahrt – Kreisverband Berlin-Südost e.V.; Vorstandsmitglied des Vereins zur Förderung der Interkulturellen Jugendarbeit e.V. (Schlesische 27); Vorstandsmitglied des Förderkreises für das FEZ-Berlin e.V.; Mitglied des Gesamtbeirats FEZ-Berlin/Landesmusikakademie; Mitglied des Kuratoriums der Stiftung Lette Verein Berlin; Mitglied des Kuratoriums der Hochschule für angewandte Pädagogik; Mitglied des Landesjugendhilfeausschusses.